# Agii Theodori (Athen)
Die Kirche Agii Theodori, Hagioi Theodoroi oder Naos Hagiōn Theodorōn („Kirche der heiligen Theodore“), griechisch Άγιοι Θεοδώροι, Ναός Αγίων Θεοδώρων ist ein byzantinischer Kirchenbau des 11. Jahrhunderts in Athen. Die Kirche, die das Patrozinium des beiden heiligen Theodore (Theodor Tiro und seines hagiographischen „Doppelgängers“ Theodor Stratelates) trägt, befindet sich am Klafthmonos-Platz (gr. Πλατεία Κλαυθμώνος), südlich der Evropidou- und Skouleniou-Straße.

## Architektur

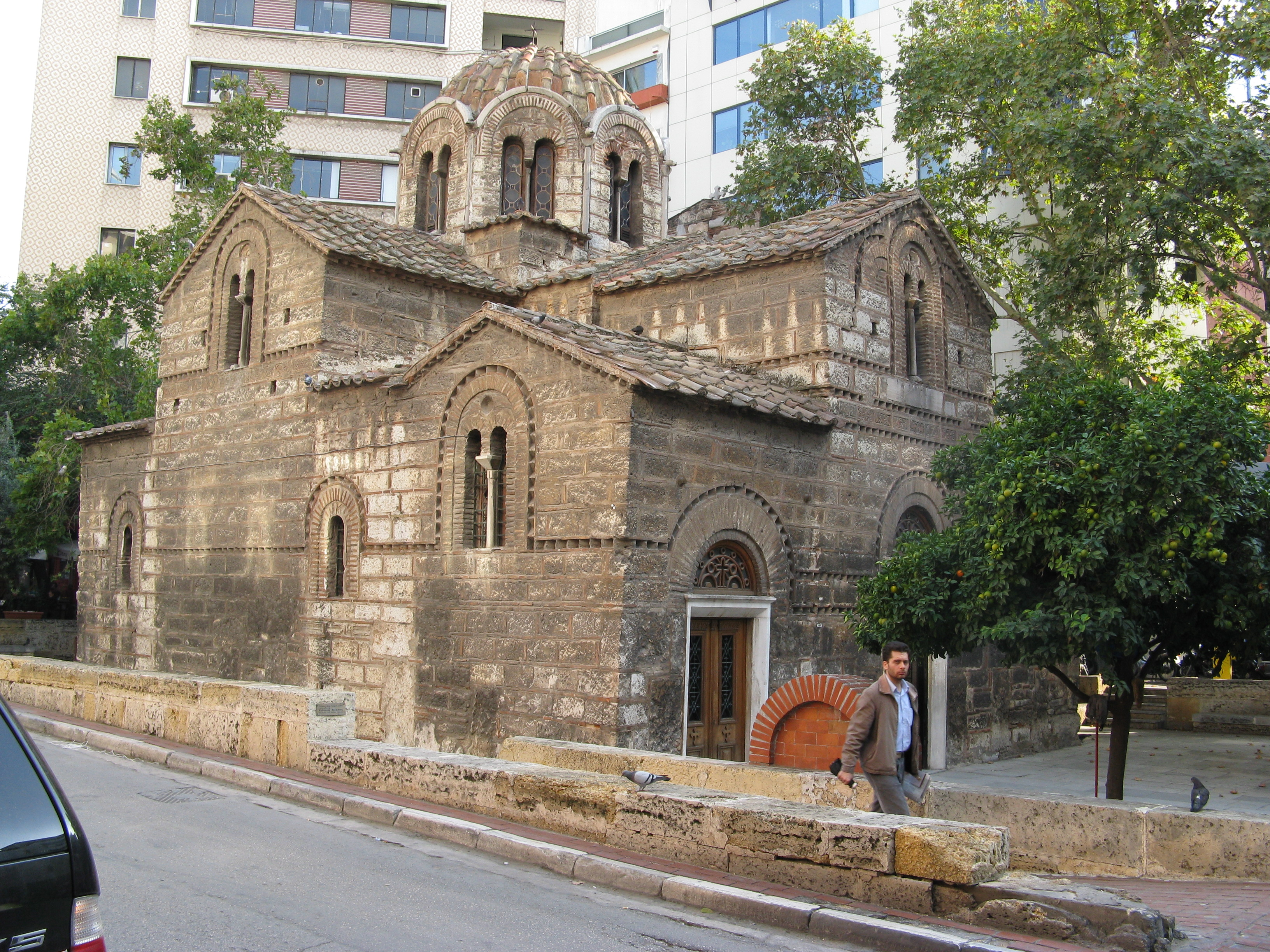
Ansicht von Nordwesten (2008)

Bei dem Kirchenbau handelt es sich um eine kleine zweisäulige Kreuzkuppelkirche. Beim Neubau im 12. Jahrhundert wurde sie aus Natursteinlagen mit Ziegelsteinlagen dazwischen errichtet. Es gab auch „kufische Verzierungen“. Später wurde ein Glockenturm angefügt. Der Ostgiebel wird durch drei voluminöse Apsiden erweitert. Die Malereien im Innern der Kirche sind viel neueren Datums. Sie stammen aus dem 20. Jahrhundert und wurden von dem Maler Athanasios Kandri (gr. Αθανάσιο Κανδρή) ausgeführt.

## Geschichte

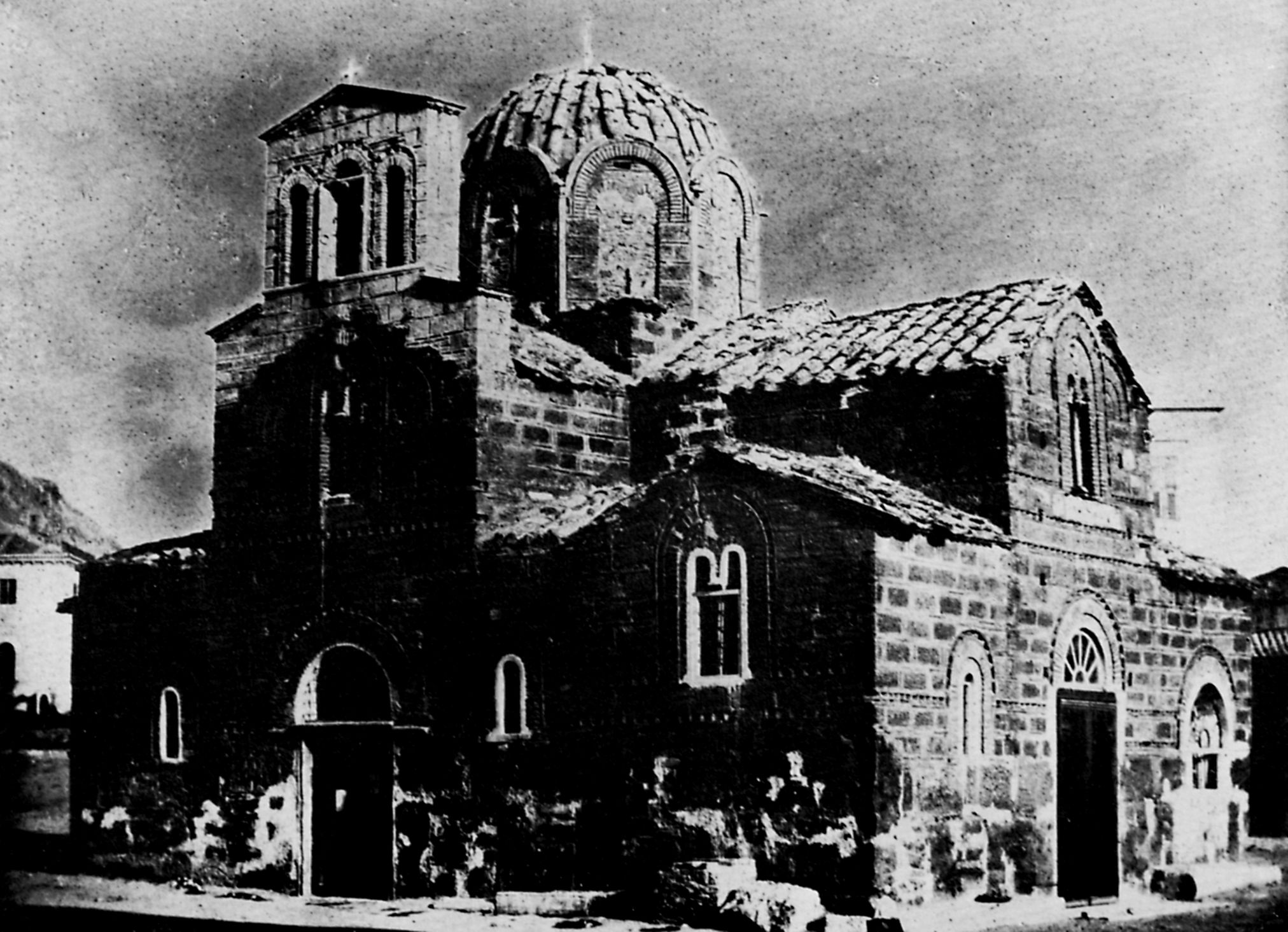
Daguerreotypie der Kirche von 1842

Die Kirche wurde laut einer Inschrift an der Westseite 1049 oder 1065 gegründet und im 12. Jahrhundert völlig neu gebaut. Als Erbauer wird der byzantinische Beamte (Spatharokandidatos) Nikolaos Kalomalos (gr. Νικόλαος Καλόμαλος) genannt.
1821 wurde die Kirche während der griechischen Revolution schwer beschädigt, 1840 jedoch wieder restauriert.

## Ansichten
Ostansicht der Kirche Agion Theodoron, ca. 1888–1890, von Robert Weir Schultz und Sidney Barnsley. Archiv der British School at Athens